# Miodowice
Miodowice [mjɔdɔˈvit͡sɛ] (tiếng Đức: Medewitz)  là một ngôi làng thuộc khu hành chính của Gmina Przybiernów, thuộc hạt Goleniów, West Pomeranian Voivodeship, ở phía tây bắc Ba Lan. Nó nằm khoảng 4 kilômét (2 mi) về phía tây của Przybiernów, 23 km (14 mi) về phía bắc Goleniów và 38 km (24 mi) phía bắc thủ đô khu vực Szczecin.
Trước năm 1945, khu vực này là một phần của Đức. Đối với lịch sử của khu vực, xem Lịch sử của Pomerania.